# PSX (DVR)
PSX – nagrywarka personal video recorder ze zintegrowaną konsolą do gier PlayStation 2. Premierę miała w Japonii 13 grudnia 2003 roku. Ponieważ została zaprojektowana jako urządzenie wideo ogólnego użytku, była reklamowana jako produkt głównej odnogi Sony Corporation zamiast Sony Computer Entertainment. Wysoki koszt zakupu spowodował słabe wyniki sprzedaży, a co za tym idzie PSX stała się rynkową porażką.

## Funkcje
Urządzenie jest w pełni funkcjonalną nagrywarką personal video recorder ze zintegrowanymi wejściami pilota podczerwieni, S-Video, kompozytowym i antenowym. Może wyszukiwać kanały z analogowych pasm UKF i telewizji kablowej. Może także być połączony z konsolą PlayStation Portable aby przenosić muzykę i filmy przez porty USB oraz zawiera oprogramowanie pozwalające na edycję wideo, obrazu czy dźwięku. Wsparcie dla DVD+R miało być uzyskane kolejną aktualizacją, jednak nie doszło do skutku.
PSX było pierwszym urządzeniem korzystającym z interfejsu graficznego XrossMediaBar (XMB), użytego później w konsolach PlayStation Portable, PlayStation 3 oraz telewizorach Bravia z roku 2008.
PSX w pełni wspiera oprogramowanie PlayStation i PlayStation 2, które odtwarza za pomocą wbudowanego czytnika płyt, natomiast wbudowany układ EE+GS stanowi zintegrowane układy Emotion Engine i Graphics Synthesizer pochodzące z PlayStation 2. Urządzenie wspiera również grę przez Internet za pomocą wbudowanego portu Ethernet, gry używające twardego dysku (takie jak Final Fantasy XI) również są wspierane.
PSX nie była dostarczana z padami, lecz z tyłu urządzenia posiada dwa porty. Czarne bądź białe kontrolery DualShock 2 z 4-metrowymi kablami były sprzedawane oddzielnie, naturalnie standardowe kontrolery DualShock i DualShock 2 są kompatybilne. Dwa porty kart pamięci znajdują się z przodu, za klapką.
Na wzór standardowych modeli PlayStation 2, PSX mogła stać pionowo bądź poziomo.

## Wersje w sprzedaży
PSX była sprzedawana w 8 dostępnych konfiguracjach, seria 5000 (z logo na wierzchu oraz szarym paskiem z tyłu) posiadała 160 GB dysk twardy, seria 7000 (z kolorowym logo na wierzchu i czarnym paskiem z tyłu urządzenia) posiadała 250 gigabajtowe dyski. Aktualizacje oprogramowania były realizowane zarówno z sieci, jak i z płyty.
Tylko najnowsze modele posiadały wsparcie dla PlayStation Portable.
| Model     | Dysk twardy | Kontrolka dysku z przodu | Port i.LINK | wejścia UKF/UHF | wyjścia UKF/UHF | wejście BS | wyjście BS | Kompatybilność z PSP |
| --------- | ----------- | ------------------------ | ----------- | --------------- | --------------- | ---------- | ---------- | -------------------- |
| DESR-5000 | 160 GB      | Nie                      | Nie         | Tak             | Nie             | Tak        | Nie        | Nie                  |
| DESR-7000 | 250 GB      | Nie                      | Nie         | Tak             | Nie             | Tak        | Nie        | Nie                  |
| DESR-5100 | 160 GB      | Nie                      | Nie         | Tak             | Tak             | Tak        | Nie        | Nie                  |
| DESR-7100 | 250 GB      | Nie                      | Nie         | Tak             | Nie             | Tak        | Nie        | Nie                  |
| DESR-5500 | 160 GB      | Tak                      | Nie         | Tak             | Tak             | Nie        | Nie        | Nie                  |
| DESR-7500 | 250 GB      | Tak                      | Tak         | Tak             | Tak             | Tak        | Tak        | Nie                  |
| DESR-5700 | 160 GB      | Tak                      | Nie         | Tak             | Tak             | Nie        | Nie        | Tak                  |
| DESR-7700 | 250 GB      | Tak                      | Tak         | Tak             | Tak             | Tak        | Tak        | Tak                  |

Wszystkie modele posiadały dwa zestawy kontrolek stanu pracy, zasilania i odbiorników podczerwieni, jeden na froncie dla pozycji poziomej oraz drugi wzdłuż paska dla pozycji pionowej. Kontrolka nagrywania znalazła się z przodu urządzenia tylko w nowszych wersjach.

## Kolory
PSX została zaprezentowana na targach CEATEC w kolorach białym, srebrnym, żółtym, czerwonym i niebieskim.